# Dolnja Bitnja
Dolnja Bitnja – wieś w Słowenii, w gminie Ilirska Bistrica. W 2018 roku liczyła 82 mieszkańców.